# Fifth Harmony
Fifth Harmony, uneori scris și 5H, a fost o trupă americană de fete, compusă din Ally Brooke, Normani, Dinah Jane, Lauren Jauregui, și anterior Camila Cabello până la plecarea ei din trupă în decembrie 2016. Grupul a semnat un acord de înregistrare comună cu casa de discuri a lui Simon Cowell, Syco Records și casa de discuri a lui LA Reid, Epic Records, după ce s-a format și a terminat pe locul 3 în cel de-al doilea sezon al seriei de concurs de canto american The X Factor în 2012. Ridicându-se la proeminență prin social media, atât EP-ul cât și cele 3 albume de studio s-au clasat în top 10 al Billboard 200 în Statele Unite.
După ieșirea din The X Factor, și-au lansat single-ul de debut „Miss Movin 'On”, precedând EP-ul "Better Together", certificat cu aur în Statele Unite. Videoclipul musical a câștigat MTV Video Music Award for Artist to Watch. Grupul și-a lansat albumul de debut Reflection în 2015 (certificat cu aur în SUA). Albumul include single-urile "Bo$$", "Sledgehammer" și "Worth It". Acesta din urmă a obținut triplă certificare de platină în Statele Unite și a ajuns în top 10 în treisprezece țări. Anul următor, "Work from Home", single-ul principal din cel de-al doilea album 7/27, a devenit primul single al grupului în top 10 al Billboard Hot 100 și primul loc cinci al unui grup de fete într-un deceniu în acel top. Și-au lansat al treilea album autointitulat în 2017.
Premiile lor includ trei MTV Europe Music Awards, patru MTV Video Music Awards, patru iHeartRadio Music Awards, un American Music Award, un Billboard Women in Music Award și zece Teen Choice Awards. În decembrie 2016, în Statele Unite, Fifth Harmony a vândut un total de 456.000 de albume, șapte milioane de melodii digitale și a câștigat 1,6 miliarde de stream-uri, potrivit Nielsen SoundScan. Grupul a luat o pauză nedefinită în mai 2018, permițând membrilor să continue proiecte solo.

## Legături externe
- Site web oficial
- Fifth Harmony la Internet Movie Database
- Fifth Harmony la MTV
- „Here's how Fifth Harmony worked together to set up solo success for its members”. Los Angeles Times. 19 martie 2018.
- „Why Fifth Harmony Mattered: Evaluating the Legacy of the Biggest Girl Group of the '10s”. Billboard. 20 martie 2018.